# Vartalapa robusta
Vartalapa robusta är en insektsart som beskrevs av Chandrasekhara A. Viraktamath 2004. Vartalapa robusta ingår i släktet Vartalapa och familjen dvärgstritar. Inga underarter finns listade i Catalogue of Life.